# Зіґ-зіґ
«Зіґ-зіґ» («Zig-Zig») — французько-італійська кінодрама 1975 року, знята режисером Ласло Сабо, з Катрін Денев у головній ролі.

## Сюжет
Марі та Полін — співачки з кабаре «Зіг-Заг» мріють про власний будинок, а щоб ця мрія набула реального втілення, у вільний від основної роботи час вони займаються проституцією. Але й продажне кохання не дозволяє накопиченням рости так швидко, як хотілося б. І тоді Марі таємно від своєї напарниці вплутується у викрадення оперної співачки, яке задумали музиканти кабаре, які так само мріють отримати багато грошей і відразу. Тим часом, дівчину постійно переслідує її колишній чоловік, Вальтер, що нині опустився. Але до певного часу Марі вважає за краще не звертати уваги на його настирливі знаки уваги.

## У ролях
- Катрін Денев: Марі
- Бернадетт Лафон: Поліна
- Вальтер К'ярі: Вальтер, волоцюга
- Стефан Шандор: інспектор Брюйєр
- Жан-П'єр Кальфон: гітарист
- Жоржетта Аніс: співачка
- Жан-П'єр Мод: Едельвейс
- Юбер Дешам: Місьє Жан
- Ноель Сімсоло: епізод

## Знімальна група
- Режисер: Ласло Сабо
- Сценарій: Ласло Сабо
- Оператор: Жан П'єр Бо
- Композитор: Карл-Гайнц Шефер